# 傑靈 (內布拉斯加州)
傑靈（英語：Gering，发音为/ˈɡɪərɪŋ/）是美国內布拉斯加州斯科茨布拉夫縣的縣治，座標為41°49′27″N 103°39′54″W / 41.82417°N 103.66500°W，面積為9.7平方公里3.8平方英哩。
2000年的人口普查中，人口是7,751，人口密度為每公里798人，白人佔91.48%，年齡中位數是40歲。

## 友好城市
- 阿富汗巴米揚